# Liste der Partidos der Provinz Buenos Aires

Partidos der Provinz Buenos Aires

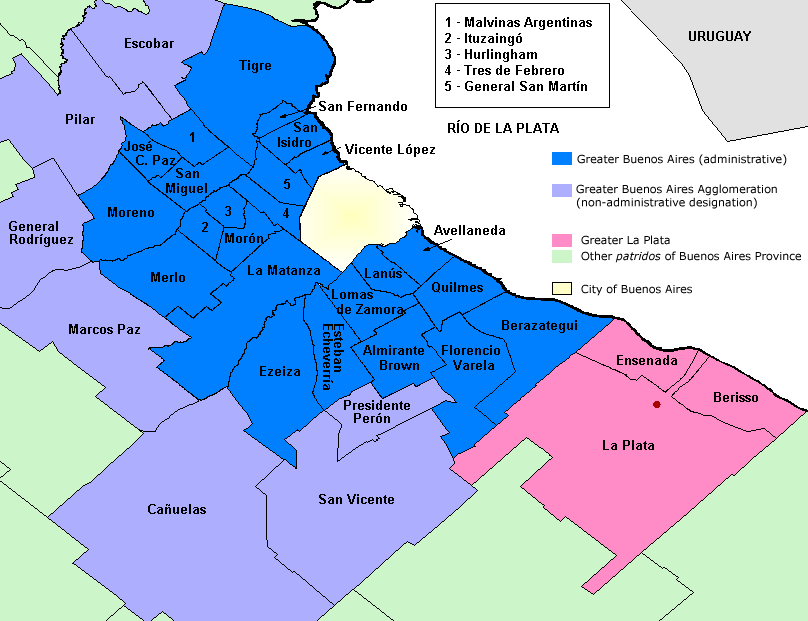
Gran Buenos Aires (Erläuterungen auf Englisch)

Diese Liste der Partidos der Provinz Buenos Aires nennt die 135 Partidos (etwa Gemeinden) der argentinischen Provinz Buenos Aires.
- Partido Nueve de Julio
- Partido Adolfo Alsina
- Partido Adolfo Gonzales Chaves
- Partido Alberti
- Partido Almirante Brown
- Partido Arrecifes
- Partido Avellaneda
- Partido Ayacucho
- Partido Azul
- Partido Bahía Blanca
- Partido Balcarce
- Partido Baradero
- Partido Benito Juárez
- Partido Berazategui
- Partido Berisso
- Partido Bolívar
- Partido Bragado
- Partido Brandsen
- Partido Campana
- Partido Cañuelas
- Partido Capitán Sarmiento
- Partido Carlos Casares
- Partido Carlos Tejedor
- Partido Carmen de Areco
- Partido Castelli
- Partido Chacabuco
- Partido Chascomús
- Partido Chivilcoy
- Partido Colón
- Partido Coronel Dorrego
- Partido Coronel Pringles
- Partido Coronel Rosales
- Partido Coronel Suárez
- Partido Daireaux
- Partido Dolores
- Partido Ensenada
- Partido Escobar
- Partido Esteban Echeverría
- Partido Exaltación de la Cruz
- Partido Ezeiza
- Partido Florencio Varela
- Partido Florentino Ameghino
- Partido General Alvarado
- Partido General Alvear
- Partido General Arenales
- Partido General Belgrano
- Partido General Guido
- Partido General La Madrid
- Partido General Las Heras
- Partido General Lavalle
- Partido General Madariaga
- Partido General Paz
- Partido General Pinto
- Partido General Pueyrredón
- Partido General Rodríguez
- Partido General San Martín
- Partido General Viamonte
- Partido General Villegas
- Partido Guaminí
- Partido Hipólito Yrigoyen
- Partido Hurlingham
- Partido Ituzaingó
- Partido José C. Paz
- Partido Junín
- Partido La Costa
- Partido La Matanza
- Partido La Plata
- Partido Lanús
- Partido Laprida
- Partido Las Flores
- Partido Leandro N. Alem
- Partido Lezama
- Partido Lincoln
- Partido Lobería
- Partido Lobos
- Partido Lomas de Zamora
- Partido Luján
- Partido Magdalena
- Partido Maipú
- Partido Malvinas Argentinas
- Partido Mar Chiquita
- Partido Marcos Paz
- Partido Mercedes
- Partido Merlo
- Partido Monte
- Partido Monte Hermoso
- Partido Moreno
- Partido Morón
- Partido Navarro
- Partido Necochea
- Partido Olavarría
- Partido Patagones
- Partido Pehuajó
- Partido Pellegrini
- Partido Pergamino
- Partido Pila
- Partido Pilar
- Partido Pinamar
- Partido Presidente Perón
- Partido Puan
- Partido Punta Indio
- Partido Quilmes
- Partido Ramallo
- Partido Rauch
- Partido Rivadavia
- Partido Rojas
- Partido Roque Pérez
- Partido Saavedra
- Partido Saladillo
- Partido Salliqueló
- Partido Salto
- Partido San Andrés de Giles
- Partido San Antonio de Areco
- Partido San Cayetano
- Partido San Fernando
- Partido San Isidro
- Partido San Miguel
- Partido San Nicolás de los Arroyos
- Partido San Pedro
- Partido San Vicente
- Partido Suipacha
- Partido Tandil
- Partido Tapalqué
- Partido Tigre
- Partido Tordillo
- Partido Tornquist
- Partido Trenque Lauquen
- Partido Tres Arroyos
- Partido Tres Lomas
- Partido Tres de Febrero
- Partido Veinticinco de Mayo
- Partido Vicente López
- Partido Villa Gesell
- Partido Villarino
- Partido Zárate